# Muzeum Katedralne w Radomiu
Muzeum Katedralne w Radomiu – instytucja kultury diecezji radomskiej z siedzibą w Radomiu, utworzona w 2015 roku. W placówce eksponowane są przedmioty związane z historią radomskiej katedry, innych zabytkowych kościołów Radomia, biskupstwa radomskiego oraz kapłanami-męczennikami z okresu II wojny światowej.

## Utworzenie muzeum
Placówka powstała w 2015 roku jako część wspólnego projektu Gminy Miasta Radomia, parafii katedralnej w Radomiu oraz radomskiej kurii biskupiej, który obejmował także powstanie Szlaku Turystycznego „Zabytki Radomia”, remont elewacji neogotyckiej katedry, utworzenie na obszarze Miasta Kazimierzowskiego Centrum Informacji Turystycznej, wydanie przewodników po trasie oraz wykonanie tablic informacyjnych, którymi oznakowano obiekty wchodzące w skład szlaku. Projekt o wartości 693 172, 00 zł w większości został sfinansowany przez Unię Europejską, która w ramach Programu VI - wykorzystanie walorów naturalnych i kulturowych dla rozwoju turystyki i rekreacji Regionalnego Programu Operacyjnych Województwa Mazowieckiego przyznała dofinansowanie w wysokości 455 318, 28 zł. Siedzibą Muzeum są przystosowane do nowej funkcji dawne sale katechetyczne znajdujące się we wschodniej części kościoła katedralnego.

## Ekspozycja
Na ekspozycji prezentowane są dwa rodzaje zbiorów – przedmioty o charakterze zabytkowym oraz pamiątki o charakterze religijnym. Do pierwszej grupy należą m.in. dawne szaty liturgiczne, barokowe naczynia liturgiczne, bogato iluminowane księgi liturgiczne czy stare serca dzwonów katedry.
Najcenniejszym i najstarszym zabytkiem prezentowanym w muzeum jest umieszczona pierwotnie na jednej z bram średniowiecznych murów miejskich
gotycka rzeźba przedstawiająca Madonnę z Dzieciątkiem. W grupie obiektów zabytkowych wyróżnia się też pochodzący z radomskiego kościoła farnego barokowy ornat z ok. 1700 roku. Jedną z najcenniejszych pamiątek o charakterze religijnym przechowywanych w Muzeum Katedralny jest kielich mszalny, użyty przez papieża Jana Pawła II podczas mszy celebrowanej na radomskim lotnisku w 1991 roku.